# 9542 Eryan
9542 Eryan (1983 TU1) là một tiểu hành tinh vành đai chính được phát hiện ngày 12 tháng 10 năm 1983 bởi E. Bowell ở trạm Anderson Mesa thuộc Đài thiên văn Lowell.